# Sparren-Falterfisch
Der Sparren-Falterfisch (Chaetodon trifascialis) ist eine Art der Gattung Chaetodon aus der Familie der Falterfische (Chaetodontidae), die im Roten Meer und im tropischen Indo-Pazifik von Ostafrika bis zu den Gesellschaftsinseln verbreitet ist. Das Verbreitungsgebiet umfasst mehr als 75 Millionen km² und reicht im Norden bis Südjapan, im Osten bis nach Hawaii und im Süden bis zur Lord-Howe-Insel und Rapa Iti.

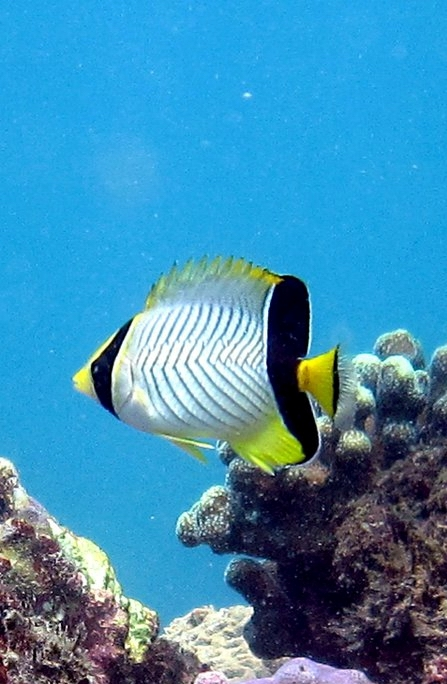
Juveniles Exemplar, das den Farbunterschied im Vergleich zu erwachsenen Fischen demonstriert

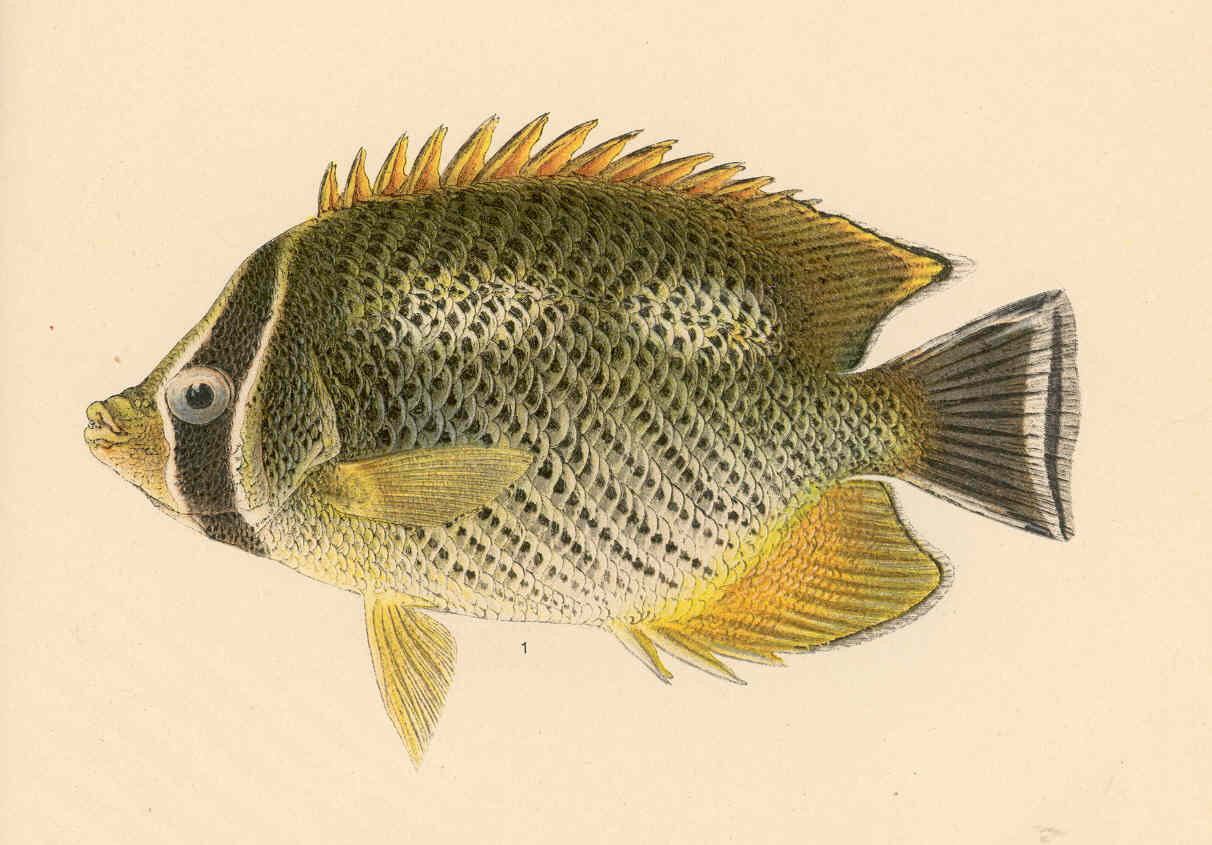
Nachtfärbung

## Beschreibung
Ausgewachsene Tiere haben einen seitlich abgeflachten, für Falterfische relativ langgestreckten weißen Körper mit schmalen Zickzack-Markierungen und können bis zu 18 cm lang sein. Jungtiere haben meist einen gelben Schwanz und einen breiten schwarzen Streifen, der sich von der Rückseite der Rückenflosse bis hin zur Rückseite der Afterflosse erstreckt. Das Schwanz-Muster und die Färbung des hinteren Teil des Körpers ändert sich drastisch mit seinem Wachstum, wobei der Schwanz ganz schwarz und mit einer dünnen gelben Umrisslinie versehen ist, das Hinterteil des Körpers unterscheidet sich bei ausgewachsenen Tieren farblich nicht von den Bereichen weiter vorne. Die bei Jungfischen abgerundete Rückenflosse läuft bei adulten Fischen spitz zu.
- Flossenformel: Dorsale XIII–XV/14–16 Anale III–V/13–15.

## Systematik

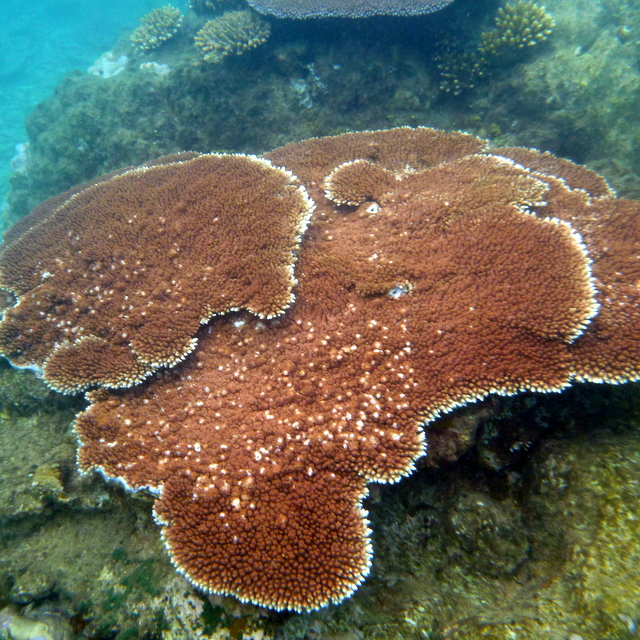
Acropora hyacinthus

Mit ihrer besonderen, altersabhängigen Färbung und dem länglichen Umriss wurde diese Spezies in die monotypische Untergattung Megaprotodon gestellt. Seine nächsten lebenden Verwandten scheinen die Arten der Untergattungen Discochaetodon (z. B. Achtbinden-Falterfisch, C. octofasciatus) und Tetrachaetodon (z. B. Einfleckfalterfisch, C. speculum) zu sein.

## Lebensweise
Chaetodon trifascialis ist eine territoriale Art, die in halb geschützten, seewärtigen und flachen Lagunenriffen auftritt und sich von Polypen und Schleim tischförmig wachsender Acroporen (z. B. Acropora hyacinthus) ernährt. Sie kommt in Tiefen zwischen 2 m und 30 m vor. Die Art ist revierbildend, wobei die Reviere oft über den Tischkorallen liegen. Männchen und Weibchen besitzen getrennte, aber dicht nebeneinander liegende Reviere. Gegenüber Eindringlingen ist Chaetodon trifascialis sehr aggressiv.
Da Chaetodon trifascialis an das Vorkommen tischförmiger Acroporen gebunden ist und diese Steinkorallen stark vom Korallensterben betroffen sind, gelten auch die Fische laut IUCN als potenziell gefährdet (Near Threatened).